# Cythereis arenicola
Cythereis arenicola is een mosselkreeftjessoort uit de familie van de Cytheridae. De wetenschappelijke naam van de soort is voor het eerst geldig gepubliceerd in 1906 door Cushman.